# Le Pont (L'Abbaye)
Le Pont (toponimo francese) è una frazione di 395 abitanti del comune svizzero di L'Abbaye, nel Canton Vaud (distretto del Jura-Nord vaudois).

## Geografia fisica
Le Pont si affaccia sul lago di Joux e sul lago Brenet.

## Storia

### Simboli
maçonné de sable, enjambant un torrent d’argent.»

## Monumenti e luoghi d'interesse

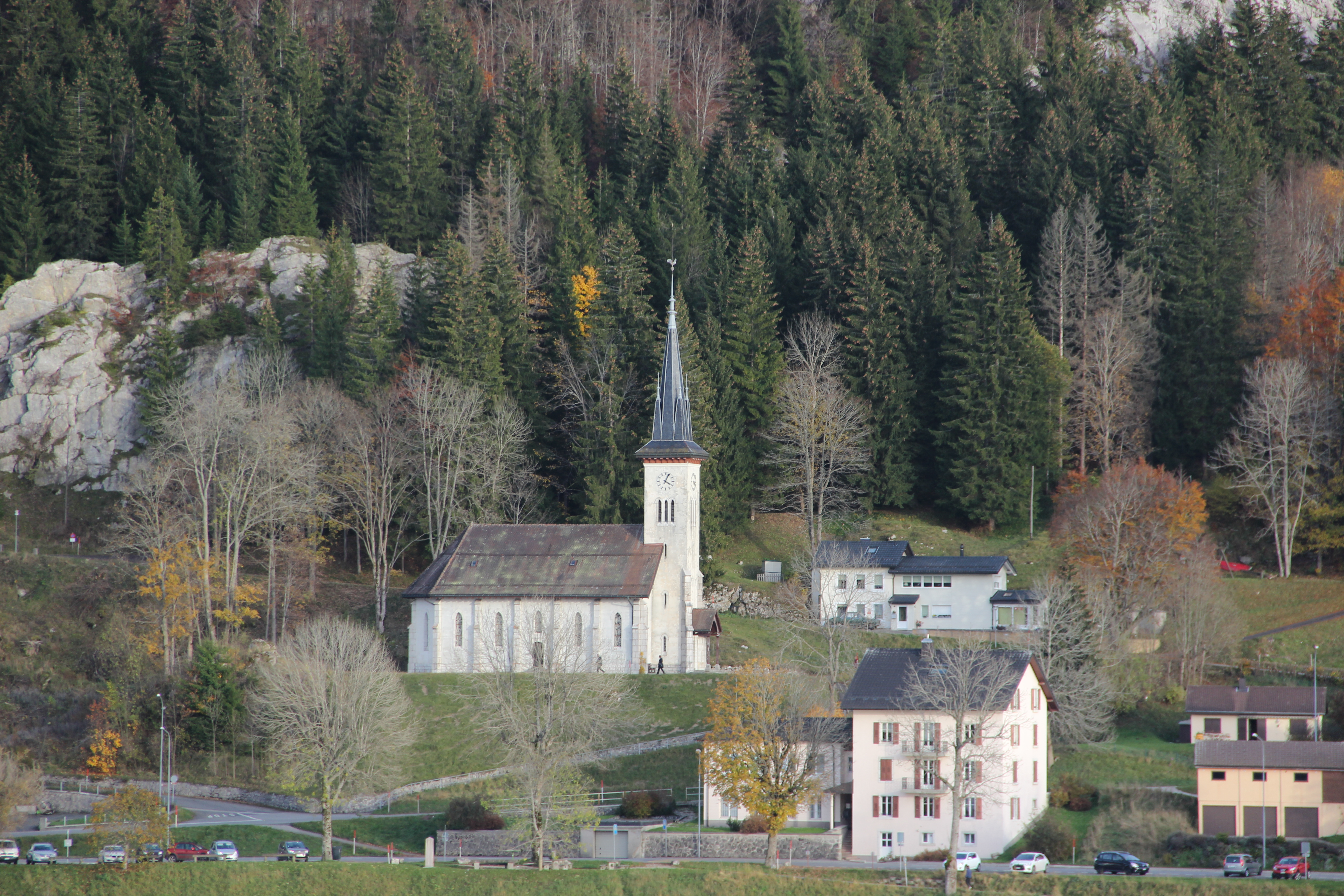
La chiesa riformata

- Chiesa riformata, eretta nel XVIII secolo e ricostruita nel 1900[3].

## Società

### Evoluzione demografica
L'evoluzione demografica è riportata nella seguente tabella:
Abitanti censiti

## Infrastrutture e trasporti
Le Pont è servito dall'omonima stazione, capolinea della ferrovia Pont-Brassus.

## Amministrazione
Ogni famiglia originaria del luogo fa parte del cosiddetto comune patriziale e ha la responsabilità della manutenzione di ogni bene ricadente all'interno dei confini della frazione.